# سراويل عالية الخصر

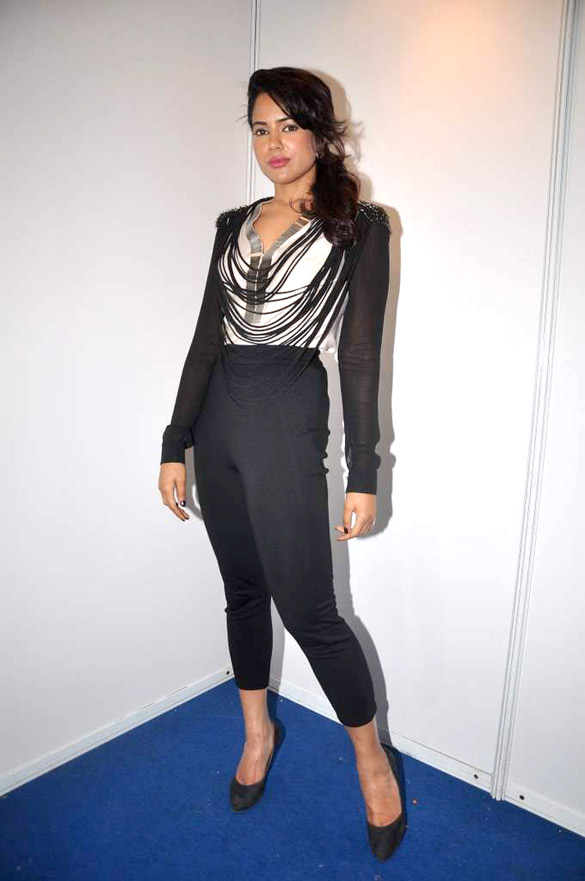
الممثلة سميرة ريدي ترتدي سرولاً أسود عالي الخصر.

السراويل عالية الخصر هي ملابس صممت لتوضع أعلى الورك أو فوقه. عادةً ما تكون أعلى من السرة بـ 8 سنتيمترات (3 بوصات) على الأقل. في الثقافات الغربية، كان الجينز العالي شائعًا بشكل خاص في السبعينيات وأواخر الثمانينيات وحتى أواخر التسعينيات، وتم الاستهزاء به باعتباره جينز الأمهات في العقد الأول من القرن الحادي والعشرين، واكتسب شعبية مرة أخرى في منتصف وأواخر العقد الأول من القرن الحادي والعشرين، ولا يزال يتمتع بشعبية حتى الوقت الحاضر في المنافسة مع السراويل منخفضة الارتفاع.